# Douglas Kenney
Douglas Clark Francis Kenney (West Palm Beach, 10 dicembre 1946 – Kauai, 27 agosto 1980) è stato uno scrittore, sceneggiatore, produttore cinematografico, attore e editore statunitense.

## Biografia
Dopo aver frequentato l'Università di Harvard fonda con l'amico Henry Beard (col quale aveva pubblicato Il Signore dei Tranelli), e sotto la produzione di Matty Simmons, il periodico politicamente scorretto National Lampoon dalle ceneri dell'Harvard Lampoon. Attraverso la produzione radiofonica lancerà talenti come Bill Murray, John Belushi, Harold Ramis e quello che diventerà il suo migliore amico Chevy Chase.
Kenney è stato l'uomo che ha cambiato la comicità americana e mondiale attraverso film come Animal House e Palla da golf.
Dopo aver trascorso un periodo alle Hawaii con Chevy Chase e aver abusato di cocaina si ritiene si sia suicidato lanciandosi da un burrone. Kenney ha cambiato la comicità mondiale non riuscendo ad affrontare il successo.
La sua vita è raccontata nel film Netflix A Futile and Stupid Gesture.